# Умыганское муниципальное образование
Умыганское муниципальное образование — муниципальное образование со статусом сельского поселения в 
Тулунском районе Иркутской области России. Административный центр — поселок Умыган.

## Демография
По результатам Всероссийской переписи населения 2010 года 
численность населения муниципального образования составила 633 человека, в том числе 314 мужчин и 319 женщин.

## Населенные пункты
В состав муниципального образования входят населенные пункты
- Умыган